# بيل تايلور (لاعب كريكت)
بيل تايلور (24 يناير 1947 - ) (بالإنجليزية: Bill Taylor)‏ هو لاعب كريكت بريطاني.

## وصلات خارجية
- بيل تايلور على موقع إي آس بي آن كريك إنفو (الإنجليزية)